# 젤리 롤
제이슨 브래들리 데퍼드(영어: Jason Bradley DeFord, 1984년 12월 4일 ~ )는 예명 젤리 롤(영어: Jelly Roll)로 잘 알려진 미국의 래퍼이자 가수다. 2003년에 경력을 시작한 그는 2022년 싱글 "Son of a Sinner"와 "Need a Favor"를 발매한 후 주류에서 두각을 나타냈다.
2023년에 "Son of a Sinner"는 CMT 뮤직 어워드에서 3개 부분을 수상했다. 같은 해 CMA 어워드에서 신인상을 수상했고, 제66회 그래미상에서 최우수 신인상 후보에 올랐다.